# 제37회 영국 아카데미 영화상
제37회 영국 아카데미 영화상은 1983년의 최고의 영화를 기리기 위해 1984년에 열린 시상식이다.

## 수상

### 작품상
- 리타 길들이기 - 루이스 길버트 수상

### 데이빗 린 상
- 시골 영웅 - 빌 포사이스 수상

### 칼 포먼 상
- 다른 시간 다른 장소 - 필리스 로건 수상

### 남우주연상
- 리타 길들이기 - 마이클 케인 수상
- 투씨 - 더스틴 호프만 수상

### 여우주연상
- 리타 길들이기 - 줄리 월터스 수상

### 남우조연상
- 대역전 - 덴홈 엘리어트 수상

### 여우조연상
- 대역전 - 제이미 리 커티스 수상

### 각본상
- 코미디의 왕 - Paul D. Zimmerman 수상

### 각색상
- 인도에서 생긴 일 - Ruth Prawer Jhabvala 수상

### 편집상
- 플래시댄스 - 버드 S. 스미스 수상

### 촬영상
- 화니와 알렉산더 - 스벤 닉비스트 수상

### 음향상
- 위험한 게임 - Willie D. Burton 수상

### 의상상
- Piero Tosi 수상

### 분장상
- 투씨 - Dorothy Pearl 수상

### 특수시각효과상
- 스타 워즈 에피소드 6 - 제다이의 귀환 - 리커드 에드런드 수상

### 프로덕션디자인상
- 프랑코 제페렐리 수상

### 외국어영화상
- 당통 - Margaret Menegoz 수상

### 단편영화작품상
- 이안 에머스 수상

### 안소니 아스퀴스상
- 전장의 크리스마스 - 사카모토 류이치 수상
- 사관과 신사 - 잭 닛쉐 수상

## 같이 보기
- 제56회 아카데미상
- 제9회 세자르상
- 제36회 미국 감독 조합상
- 제41회 골든 글로브상
- 제4회 골든 래즈베리상
- 제36회 미국 작가 조합상